# 방문자 (영화)
"방문자"는 2006년에 개봉한 대한민국의 영화이다.

## 캐스팅
- 김재록 : 호준 역
- 강지환 : 계상 역
- 이동규 : 동규 역
- 윤혜진 : 민애 역
- 김태윤 : 건 역
- 최현숙 : 계상 모 역
- 오현진 : 호준 전처 역
- 우기홍 : 택시기사 역
- 정주환 : 극장 매니저 역
- 오창경 : 중고차 딜러 역